# Hotel Hell Vacation
Hotel Hell Vacation é um filme norte-americano de curta-metragem, que dá continuação à história iniciada em Vegas Vacation (PT: Férias em Las Vegas; BR: Férias Frustradas em Las Vegas) de 1997. O curta de 2010 tem 14 minutos de duração e é protagonizado por Chevy Chase e Bevely D'Angelo.